# Auerhammer
Auerhammer war zwischen 1930 und 2018 ein Ortsteil der Stadt Aue im Erzgebirge. Seit Januar 2019 bildet Aue einen Ortsteil der neu gegründeten Großen Kreisstadt Aue-Bad Schlema. Der Name Auerhammer leitet sich von dem bedeutendsten historischen Betrieb auf diesem Gelände ab. Auerhammer wird meist als gemeinsames Ortsgebiet mit Neudörfel genannt, dessen Geschichte sich bis 1550 zurückverfolgen lässt. 

## DerAuer Hammer

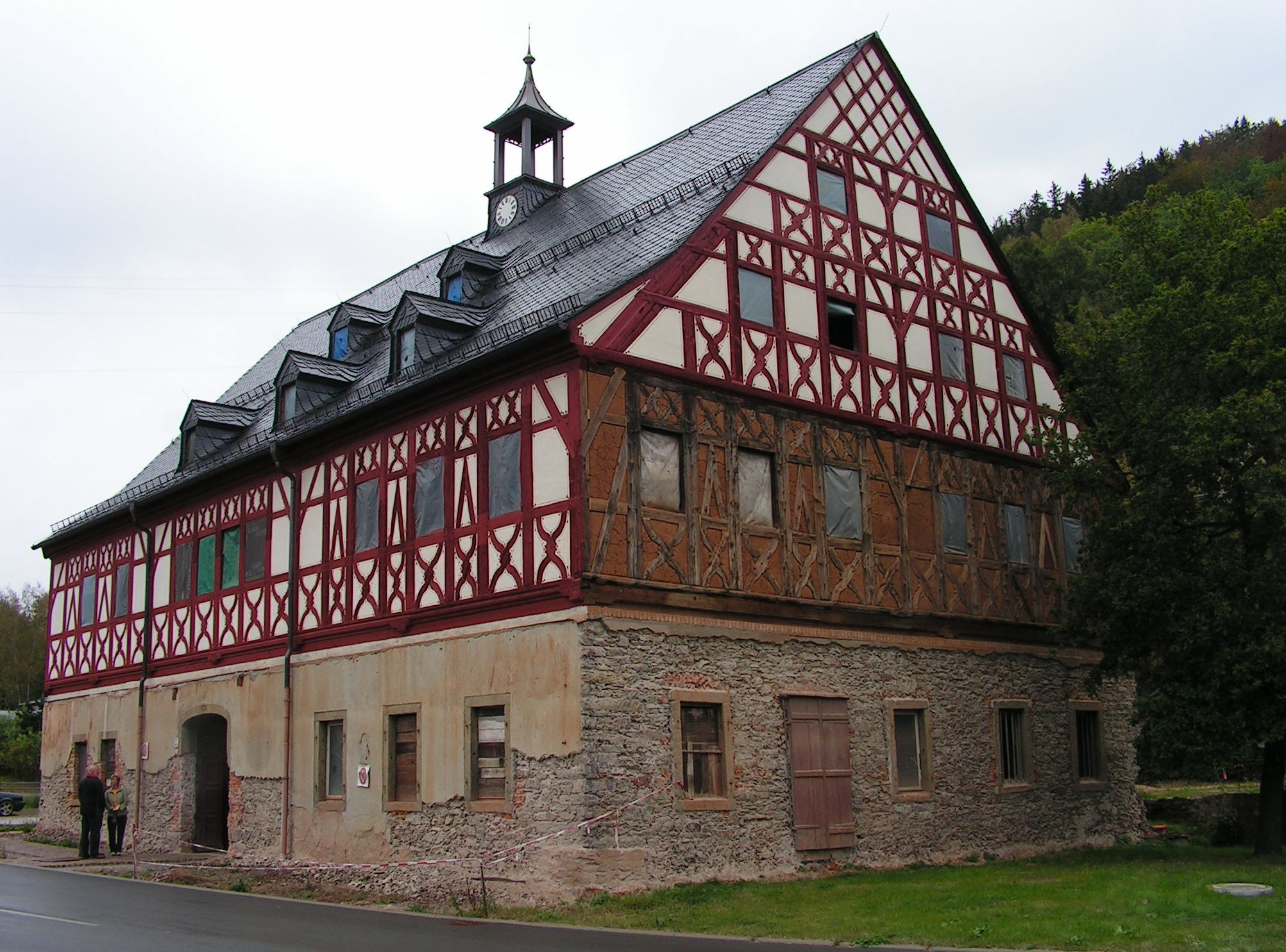
Herrenhaus des Auer Hammers

Das heutige Orts- oder Stadtgebiet an der Zwickauer Mulde ging aus einem im 15. oder 16. Jahrhundert angelegten Hammerwerk hervor, das am 7. November 1526 als Uttenhöfer Hammer erstmals urkundlich erwähnt wurde. 1560 war der „Hammer unter der Aue mit einem Zerrennwerk“ von der Familie Uttenhof in den Besitz des Münzmeisters Sebastian Funck aus Schneeberg übergegangen. Anfang des 17. Jahrhunderts gehörte das Unternehmen, in dem Eisentöpfe und Ofenplatten hergestellt wurden, zu den führenden erzgebirgischen Hammerwerken. Während der Pachtzeit Hieronymus Müller von Bernecks wurde der Hammer im Dreißigjährigen Krieg 1632 und 1633 zu großen Teilen zerstört. 1644 erwarben Veit Hans Schnorr d. Ä. und der Hammermeister Zacharias Schöppel die zerstörte Anlage für 1000 Gulden und setzten sie wieder in Betrieb. Nachdem Schnorr 1648 nach Russland verschleppt worden war, übernahm zunächst seine Frau Rosina Schnorr, dann sein Sohn Veit Hans Schnorr von Carolsfeld das Hammerwerk. Im Jahr 1661 und beim Bruch des Filzteiches im Februar 1783 wurde das Hammerwerk erneut schwer beschädigt. 
Schnorr junior baute die Anlage nach einem Brandschaden 1682 zu einem modernen Eisenhammerwerk mit Hochofen, Blechhämmern, Zinnhaus, Frischofen, Rennfeuer, Stabfeuer, Schmiede, Brett- und Mahlmühle sowie einem Eisen- und Schlackenpochwerk aus. Aus dem Schnorrschen Nachlass wurde das Werk 1730 versteigert und gelangte in der Folge an die Hammerherrenfamilien Rudolph und Viehweg. Im Besitz der Familie Reinhold kam das Werk um 1820 zum Stillstand.
Das erhaltene Wohnhaus des Hammerherren, erbaut zwischen 1633 und 1683 im Renaissance-Stil (siehe Bild) stellt ein Kulturdenkmal dar. Es ist das älteste Wohnhaus der Stadt und nach der Nicolaikirche (Ursprungsbau im 14. Jahrhundert) das zweitälteste erhaltene Gebäude. 
Am 19. Mai 2020 wird im Türmchen die restaurierte Turmuhr wieder eingebaut (das Aufziehen wird jedoch nun durch einen Elektroantrieb vorgenommen) und die Originalglocke (Gussjahr 1797) wird durch eine von der Firma Nickelhütte Aue schon vor längerer Zeit hergestellte Kopie ersetzt. Die alte Glocke dient danach als Ausstellungsstück. Die Kosten für Restaurierung und Einbau hat die schweizerische Firma Stahl und Metall übernommen. Das Gebäude diente noch bis in die 1970er Jahre als Wohnhaus. Etwa um 1980 verstummten Uhr und Glocke. Das Baudenkmal wird von einem eigens gegründeten Förderverein Hammerherrenhaus seit 2002 restauriert. Nach dem Einbau der Technik im Turm wurden ein neuer Fußboden im Knappensaal verlegt und Küchen- und Badrekonstruktion konnten beendet werden. Seit dem Sommer 2020 ist das Gebäude dann für öffentliche Veranstaltungen nutzbar.

## Argentanfabrikation und Besteckherstellung

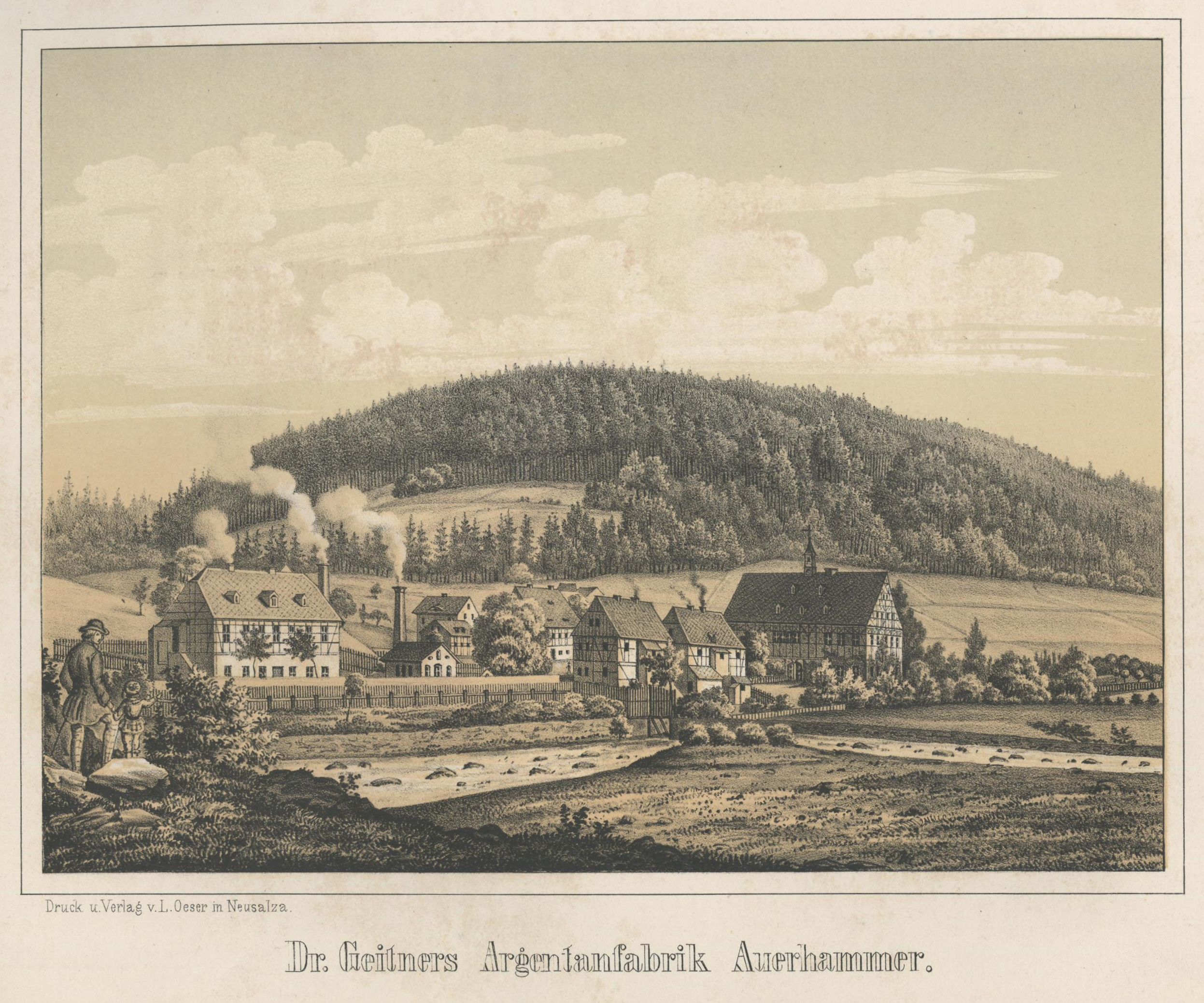
Dr. Geitners Argentanfabrik Auerhammer um 1850

Ernst August Geitner, dem 1823 die Herstellung von Argentan gelungen war, richtete 1829 im stillgelegten Hammer die erste Argentanfabrik Europas mit Walzwerk ein, die viele Jahre erfolgreich produzierte. Geitners Schwiegersohn Adolph Lange führte das Unternehmen unter dem Namen „Sächsische Kupfer- und Messingwerke F. A. Lange“ weiter. 
Während der Zeit des Nationalsozialismus mussten die Besitzer Bleche für die Rüstungsindustrie liefern. Deshalb wurden die Walzwerkanlagen nach dem Ende des Zweiten Weltkrieges 1945/46 zu Reparationszwecken demontiert und die Familie Lange enteignet.
Erst in den Jahren 1948/49 gelang eine Wiedereinrichtung, das nun verstaatlichte Werk produzierte bis 1955 Eisenbleche für die DDR-Industrie. Danach erhielt es unter dem Namen VEB Halbzeugwerk ein neues erweitertes Produktionsprofil mit dem Schwerpunkt der Erzeugung von metallenen Halbzeugen und Sonderwerkstoffen. Umfangreiche neue Werkhallen und ein Sozialgebäude verbesserten die Arbeitsbedingungen. Nach dem Zusammenbruch der DDR suchte die Stadt Aue lange Zeit nach einem Investor, der das Gelände und die Erzeugnisse übernehmen sollte. Ein großer Teil des Unternehmens konnte als neugegründete Firma Auerhammer Metallwerk GmbH weitergeführt werden. Die frühere Betriebsberufsschule wurde zu einem städtischen Weiterbildungszentrum umgewandelt, die Kantine privatisiert. Das historische Hammerherrenhaus, dem der Abbruch drohte, wurde durch den Förderverein Herrenhaus Auerhammer e. V. schrittweise saniert und soll als Industriemuseum der Stadt Aue genutzt werden.
Als die frühere Zinnschmelzhütte Christian Wellners, die direkt an der heutigen Auerhammerstraße stand, nicht mehr ertragreich produzieren konnte, ließen dessen Söhne auf einem zugekauften Gelände einen großen Fabrikhallenkomplex errichten, in dem das Argentan weiterverarbeitet wurde. Es entstand die Besteck- und Tafelgeschirrfabrik von August Wellner und Söhne, die ihre Erzeugnisse viele Jahre weltweit vertrieb.

## Ortsgebiet

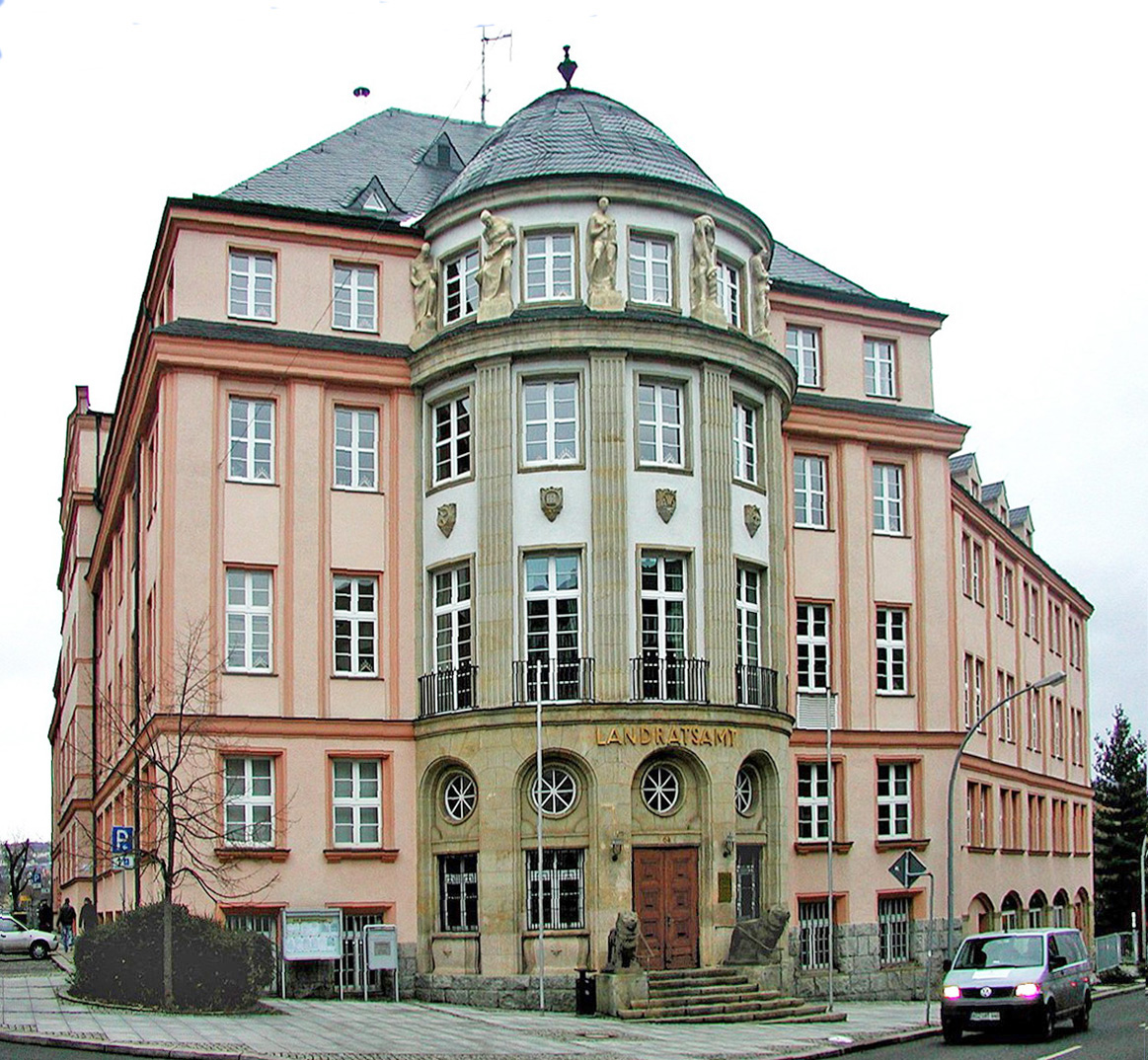
Landratsamt in Aue im ehemaligen Verwaltungsgebäude von Wellner

### Wohn- und Zweckbauten
Rund um die bedeutende Fabrik entstand eine einfache Wohnbebauung mit teilweise geringem Komfort. Die im 21. Jahrhundert erhaltenen Häuser stammen fast alle aus dem frühen 20. Jahrhundert. Sie wurden ab 1990 saniert und komfortabler ausgestattet (Zentralheizung, Sanitärbereich). Für die Grundbildung der Arbeiterkinder errichteten die Fabrikbesitzer an der Zschorlauer Straße eine kleine Schule. Diese wurde in den 1960er Jahren geschlossen und danach als Station Junger Naturforscher und Techniker mit Freizeitangeboten in Form verschiedener Arbeitsgemeinschaften weitergenutzt.
Im Ortsgebiet Auerhammer befinden sich die Gebäude der Verwaltung des ehemaligen Landkreises Aue-Schwarzenberg, die nach der Kreisgebietsreform nun eine Abteilung des neu gebildeten Landratsamtes und das Kreisarchiv Aue beherbergen. Sie sind Teil der früheren Besteckfabrik Wellner, deren Produktionsgebäude, seit um 1990 leer stehend, in einigen Teilen abgerissen, im Kern aber saniert wurden. 

### Religion

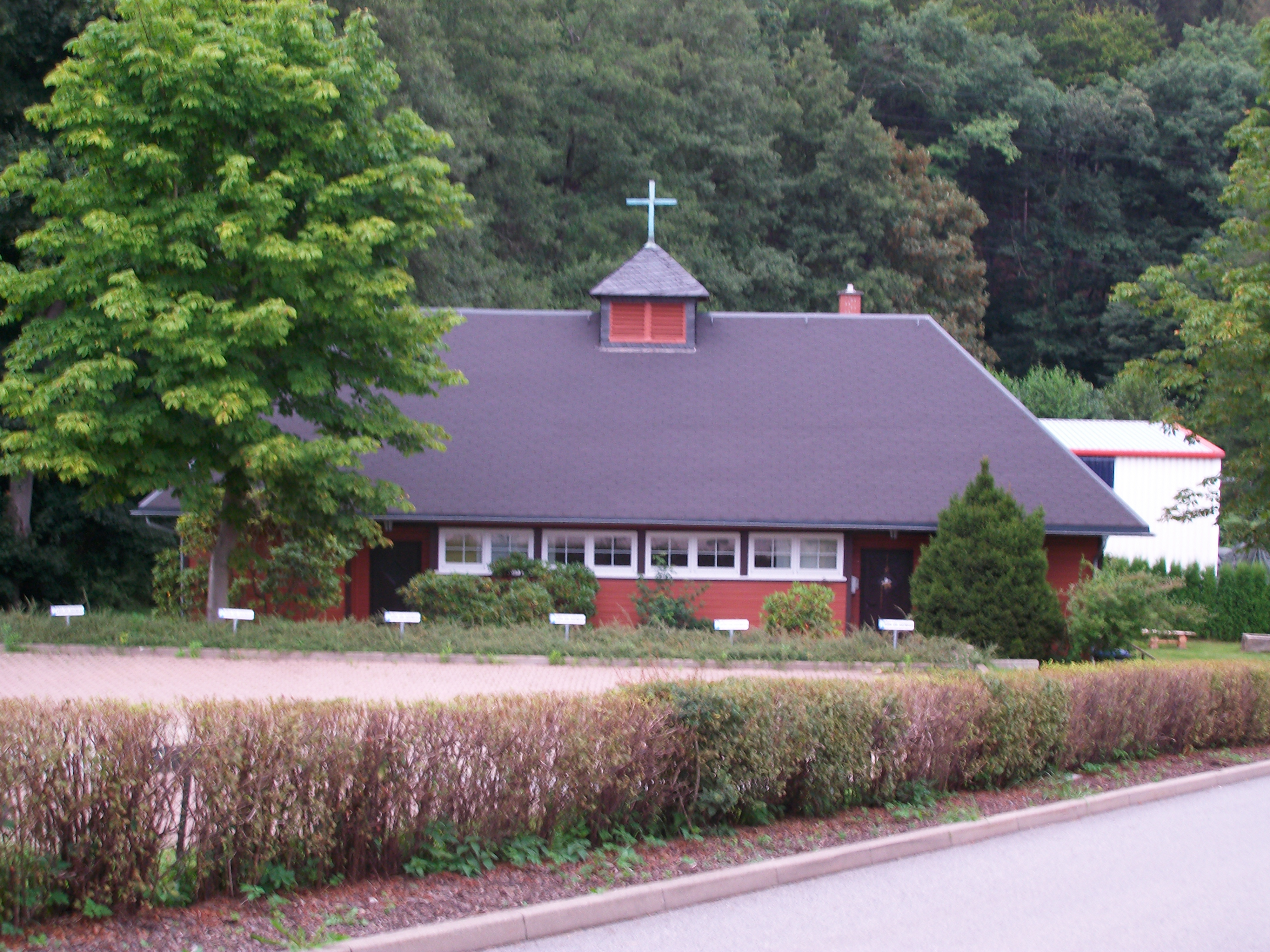
Haus der Kirche Auerhammer/Neudörfel

Auerhammer und der benachbarte Stadtteil Neudörfel gehören zum lutherischen Pfarrbezirk St. Nicolai. Die Gemeinde bemühte sich in den 1950er-Jahren um eine eigene Gottesdienststätte im Ort, was ihr längere Zeit von staatlicher Seite verwehrt wurde. Erst 1959 wurde ein Gotteshaus für Neudörfel und Auerhammer genehmigt. Nach dem Ende des Uranbergbaus in Neustädtel wurde das Haus der Kirche in Wolfgangmaßen nicht mehr benötigt und an die Zschorlauer Straße in Auerhammer umgesetzt. Das hölzerne Gebäude, das aus dem Notkirchenprogramm von Otto Bartning stammt (sogenannte „Häuser der Kirche“), hatte ursprünglich in Oberschlema gestanden und war nach der Weihe der dortigen Auferstehungskirche 1952 nach Wolfgangmaßen versetzt worden. Es ist das einzige erhaltene Bauwerk dieses Typs, das noch als Kirche genutzt wird. In ihm finden vierzehntäglich Gottesdienste statt.

### Verkehr im Bereich Auerhammer
Die Haupterschließungsstraße ist der Straßenzug Wettiner Straße–Zschorlauer Straße, der einen Abschnitt der Kreisstraße K 7190 bildet. Auf dieser Trasse verkehrt eine Stadtomnibuslinie.